# ديفيد بيكر (مهندس معماري)
ديفيد بيكر (بالإنجليزية: David Baker)‏ هو مهندس معماري أمريكي، ولد في 20 ديسمبر 1949 في غراند رابيدز في الولايات المتحدة.